# توماس جوبيرغ
توماس جوبيرغ (بالسويدية: Thomas Sjöberg)‏ (مواليد 6 يوليو 1952) هو لاعب كرة قدم. يلعب مع منتخب السويد لكرة القدم. سبق له أن لعب في كأس العالم لكرة القدم مع منتخب بلاده.

## روابط خارجية
- توماس جوبيرغ على موقع الاتحاد الدولي (مؤرشف)  (الإنجليزية)
- توماس جوبيرغ على موقع الاتحاد الأوربي (الإنجليزية)
- توماس جوبيرغ على موقع الاتحاد الأوربي (الإنجليزية)
- توماس جوبيرغ على موقع قاعدة بيانات كرة القدم.إي يو (الإنجليزية)
- توماس جوبيرغ على موقع ناشيونال فوتبول تيمز (الإنجليزية)
- توماس جوبيرغ على موقع عالم كرة القدم.نت (الإنجليزية)